# Helena Siwek
Helena Siwek (ur. 1940) – polski dydaktyk matematyki i pedagog, profesor zwyczajny, doktor habilitowany. Przyczyniła się do rozwoju czynnościowego nauczania matematyki.

## Życiorys
Helena Siwek urodziła się w Żębocinie koło Krakowa. W latach 1959–1964 studiowała matematykę na Wyższej Szkole Pedagogicznej w Krakowie (obecnie: Uniwersytet Pedagogiczny im. Komisji Edukacji Narodowej w Krakowie). W 1973 obroniła doktorat Naturalne i formalne rozumienie przez uczniów funktorów zdaniotwórczych i kwantyfikatorów w nauczaniu matematyki (promotor: prof. dr Anna Zofia Krygowska; Wydział Matematyczno–Fizyczno–Techniczny WSP w Krakowie). W 1987 uzyskała habilitację na podstawie rozprawy Naśladowanie wzorca i dostrzeganie prawidłowości w prostych sytuacjach matematycznych i paramatematycznych przez dzieci upośledzone w stopniu lekkim (Wydział Humanistyczny WSP w Krakowie). W roku 2000 uzyskała tytuł profesora zwyczajnego.
Od 1964 do 2010 roku pracowała na Uniwersytecie Pedagogicznym im. KEN w Krakowie (wcześniej WSP, AP) od 1964 do 2010, gdzie pełniła m.in. funkcję kierownika Zakładu Czynnościowego Nauczania Matematyki (1994-2003) a następnie kierownika Katedry Dydaktyki Matematyki (2003-2010). Oprócz tego pracowała jako wykładowca na UJ ( 1978-80), WSP w Rzeszowie (1991-98), gdzie była też kierownikiem Zakładu Dydaktyki Matematyki (1991-95); a także WSP im. J. Korczaka (wcześniej WSP TWP) w Warszawie (1997-2019).